# French House
El French House és un estil de música de ball emmarcat dins del House, referent a la música de ball francesa que es va generar princpialment entre els anys 1980 i 1990, caracteritzant el groove, el house i la música disco, tot amb un toc francès que li conferia senyals d'identitat pròpies.
D'aquí el nom de French House o french groove, una actitud que ha sabut combinar house i funk de forma imaginativa.
Un clar exemple del French house són Daft Punk, grup parisenc compost per Thomas Bangalter i Guy-Manuel Homem-Christo.

## Artistes
- Air
- Justice
- Motorbass
- I:Cube
- Dimitri From Paris
- Daft Punk
- Cassius
- Sebastian
- Breakbot